# Cianoborohidruro de sodio
El cianoborohidruro de sodio (NaBH3CN) es un compuesto químico con aplicaciones en síntesis orgánica.

## Síntesis
Se obtiene de la reacción del borohidruro de sodio con cianuro sódico.

## Aplicaciones
El cianoborohidruro de sodio es un agente reductor suave. Es usado en aminaciones reductoras, donde reduce la imina a amina, y en reducciones selectivas de halogenuros (-Br, -I) y sulfonatos (-OTos) utilizando disolventes polares apróticos (habitualmente HMPA), donde se produce la sustitución por el átomo de hidrógeno, sin ser afectados, por ejemplo, el grupo carbonilo o epóxido. Esta reacción es denominada también como Aminación reductiva de Borch:
R2CO  +  R'NH2  +  NaBH3CN  +  CH3OH   →   R2CH-NHR'  +  NaCH3OBH2CN

## Seguridad
Condiciones y/o substancias a evitar: calor, llama, fuentes de ignición, agua, aire húmedo, ácidos y oxidantes fuertes. Muy tóxico.